# Thomas Germain
Pour les articles homonymes, voir Germain.
Thomas Germain, né à Paris le 15 août 1673 et mort le 14 août 1748, est un orfèvre et architecte français.

## Biographie
Thomas Germain ayant perdu son père, le célèbre orfèvre Pierre Germain, fut envoyé en Italie à l’âge de 11 ans, par le ministre Louvois.
Après la mort de son protecteur en 1691, Germain fut obligé par la nécessité de se mettre en apprentissage chez un habile orfèvre de Rome. II exigea et obtint de son maître qu’on lui laisserait chaque jour quelques heures de temps pour dessiner ; son empressement à profiter de ces précieux moments le mit bientôt en état de donner de brillantes preuves des progrès qu’il avait faits dans cet art.
Quelques dessins présentés par Germain dans un concours qui se faisait à Rome pour la chapelle des Jésuites, furent trouvés si finis et si achevés et d’une si noble composition, qu’ils furent préférés à un grand nombre d’autres dessins dus aux plus habiles artistes.
Un saint Ignace en argent, plus grand que nature, divers morceaux d’orfèvrerie et de sculpture réalisés par Germain pour les Jésuites, l’occupèrent pendant six années. La capacité de Germain se signala encore dans plusieurs grands bassins ornés de bas-reliefs, de médaillons et de trophées destinés à représenter une partie de l’histoire de la vie du grand-duc de Toscane  Cosme III. Considérés comme des chefs-d’œuvre de l’art, ces divers morceaux furent exposés dans le palais de Florence.
Germain travaillait depuis déjà près de treize ans à Rome, avec la réputation d’un des plus habiles artistes de son siècle, lorsque invité par les pressantes instances de sa mère qui le rappelait auprès d’elle, il se détermina enfin à revenir en France ; mais retenu dans plusieurs villes, où le bruit de sa réputation l’avait précédé, son retour à Paris fut encore différé de trois ans.
À Livourne, une église fut bâtie sur ses dessins et sous sa conduite. Après avoir réalisé à Marseille, à Lyon et dans plusieurs autres grandes villes quelques ouvrages, il revint enfin à Paris, en 1706. Les travaux qu’il fit pour Louis XIV et pour le Régent augmentèrent sa réputation, et il n’y eut aucune cour de l’Europe qui ne recherche avec empressement les ouvrages de cet artiste. À partir de là et jusqu’à la fin de sa vie, Germain employa son temps à reconstituer l’argenterie de Louis XV et de la famille royale française.
Les inventaires montrent que, chaque mois, Germain a fourni des assiettes et des plats en or, des chandeliers en argent, etc. À la naissance de chaque prince ou princesse, il exécutait le hochet de l’enfant. Mais Germain ne travaillait exclusivement pour Louis XV. Il exécuta également plusieurs toilettes et services : en 1723, il produisit celle du roi de Portugal ; en 1725 il fit celle de la Reine ; en 1727, celle de la princesse du Brésil ; en 1728, celle de la reine d’Espagne ; en 1732, celle du roi des Deux-Siciles ; en 1733, celle de la reine avec un nécessaire accompagné de deux cadenas et de deux couverts d’or.
Comme architecte, il donna un projet pour la reconstruction de l'église Saint-Louis-du-Louvre à Paris, qui s'était écroulée le 15 octobre 1739. Ce projet fut exécuté entre 1740 et 1745 par les entrepreneurs Bonneau et Convers. Selon Fiske Kimball, l'édifice « offrait une seule nef d'un rythme spatial subtil, avec une façade convexe et des ailes concaves rappelant de loin Sainte-Croix-de-Jérusalem à Rome. » Pour le remercier des « peines qu'il avait prises pour dessiner les plans, profils, élévations et ornements de leur église, reconstruite sous sa direction et dont il a été le seul architecte », les chanoines concédèrent à Thomas Germain une chapelle, un caveau et une tribune dans l'église aussi longtemps qu'un Germain serait logé au Louvre.
Il  formera le fils de son confrère genevois Jean Dassier
En 1742, le gouvernement le chargea de travailler aux magnifiques présents se composant d’une table d’argent, de douze soucoupes, d’une cuvette et de divers vases que le roi de France envoya au Grand Seigneur, i-e le sultan de Constantinople. En 1744 et 1745, la cour de Portugal lui fit faire différents ouvrages dont les plus considérables étaient six couronnes d’or, sept grands chandeliers de vermeil, une grande croix de vermeil pesant 1 200 marcs.
À l’annonce de sa mort à Lisbonne, le roi du Portugal ordonna, témoignage de l’estime que ce roi faisait de la capacité de Germain, qu’on lui fasse un service solennel auquel il voulut que tous les artistes de la ville assistassent. Le roi de France, quant à lui, ordonna un requiem.
D’Anne-Denise Gauchelet, qu’il avait épousée le 20 janvier 1720, Germain eut plusieurs enfants, dont un fils, François-Thomas Germain, qui reprit la profession de son père et fut également un des plus fameux orfèvres de son temps.

## Œuvre dans le domaine public
- Argenterie 
  - Ecuelle couverte et son présentoir,  Paris, 1733-1734, avec les armoiries du cardinal portugais João da Motta e Silva, musée du Louvre, Paris.
  - Paire de salières à crabe, coquille et tortue, Paris, 1734-1736, (élément du service de Louis-Marie de Bourbon, duc de Penthièvre (1725-1793), aux armes de Louis Philippe, duc d'Orléans (1773-1850), roi des Français en 1830), musée du Louvre, Paris..

- Dessins
  - Grande girandole d'or à cinq branches pour Louis XV[3], pinceau et encres grise et noire, sur traces d'esquisses à la pierre noire, H. 0,405 ; L. 0,280 m, Beaux-Arts de Paris. Ce dessin représente un projet abouti d'une grande girandole à cinq bras portant cinq lumières. Il correspond à une variante du modèle fourni pour les girandoles en or commandées au début de l'année 1739 par Thomas Germain et destinées au grand couvert de Louis XV. Elles furent livrées en 1747 puis fondues en 1793[4].

### Marché de l'art
Une terrine exécutée par Thomas Germain en 1733 détenait en 1996 le record mondial pour une seule pièce d'orfèvrerie, en atteignant le prix de 10 287 500 de dollars américains (hors frais)

## Sources
- Louis Étienne Dussieux, Les Artistes français à l’étranger, Paris, Baudry, 1856, p. 278-9.
- Eugène-Oscar Lami, Dictionnaire encyclopédique et biographique de l’industrie et des arts, t. 5, Paris, Librairie des dictionnaires, 1885, p. 465-7.